# 高致嵩
高致嵩（1898年8月25日—1937年12月12日），号子晋，广西省梧州府岑溪县归义镇谢村人，曾任国民革命军第88师第264旅少将旅长。1937年12月12日，在南京保卫战中与第262旅少将旅长朱赤一同战死于南京城雨花台，殉国后一同被追晋中将军衔。

## 生平
高致嵩早年就读于县立岑溪中学，1920年毕业后任职于谢孟乡甘桐村任小学。1925年7月，高致嵩弃笔从戎考上黄埔军校第三期步兵科。从黄埔军校毕业后随即参与国民革命军东征、北伐等战争，期间历任排长、连长、营长、中校参谋。1930年调任国民政府警卫军第二师营长，1931年12月，警卫第2师改称第88师，高致嵩任中校参谋。1932年，高致嵩随第88师参加“一·二八”淞沪抗战，担任上海闸北一线的守备任务，在庙行阵地战斗中，多次打退日军进攻。264旅长黄梅兴于战斗中中炮牺牲，高致嵩继任二六四旅少将旅长。1934年，高致嵩调任浙江省保安处上校补充团团长，后调任为第三团团长。1934年10月至1935年1月，追随时任浙江省保安处处长兼浙赣皖边区“剿匪”司令官的俞济时参加围剿由方志敏率领的红七军团北上抗日先遣队。1937年12月初，第88师参加南京保卫战，高致嵩率领的264旅与朱赤率领的262旅共同负责防守雨花台地区及中华门。12月12日，日军主攻雨花台、中华门一线，并出动飞机和重炮轰击88师阵地，防守雨花台右翼阵地的朱赤组织敢死队与日军对战，1小时后百名敢死队员仅剩4人。10时朱赤身中数弹，坚持至11时牺牲殉国。在与日军来回拼杀之后，高致嵩旅也伤亡惨重，只剩下不足500人，战斗中高致嵩的右耳被日军咬掉。雨花台阵地已被日军包围，随后高致嵩组织剩余力量与日军同归于尽，全旅尽数战死于雨花台阵地，高致嵩亦牺牲殉国。日军第6师团23联队在其战史中写道：“高致嵩怒目圆睁，虽死而目光如炬，周身弹片无数，左怀握步枪，右手犹握未掷出手榴弹。”次日，完成攻占南京的日军制造了南京大屠杀。

## 纪念
- 高致嵩与朱赤牺牲后，国民政府当即追授二人为陆军中将。[9]
- 1986年3月26日，中华人民共和国民政部和浙江省人民政府追认高致嵩将军为抗日战争革命烈士，并在雨花台烈士陵园和杭州革命烈士纪念馆建立高致嵩的雕像。
- 2014年9月1日，高致嵩被列入中华人民共和国民政部公布的第一批300名著名抗日英烈和英雄群体名录。[10]
- 2015年9月3日，高致嵩女儿高碧英作为抗战烈士遗属代表站上天安门广场的观礼台参加了纪念中国人民抗日战争暨世界反法西斯战争胜利70周年大会。[11]